# Віцяк Павло Іванович
Павло Іванович Віцяк (25 грудня 1934, Теребінь — 13 квітня 2006) — український лікар, політичний діяч. Народний депутат України 1-го скликання (1990—1994). Заслужений лікар України.

## Біографія
Народився 25 грудня 1934 р., в с. Теребінь, Польща, в сім'ї селян. Закінчив Львівський державний медичний інститут.
З 1960 р. — завідувач рентген-кабінету Володимир-Волинської центральної районної лікарні (Волинська обл.)
З 1965 р. — головний лікар Володимир-Волинського районного протитуберкульозного диспансеру.
З 1970 р. — заступник завідувача відділу охорони здоров'я Волинського облвиконкому.
З 1975 р. — головний лікар Волинської обласної лікарні.
З 1983 р. — завідувач відділу охорони здоров'я виконкому Волинської обласної ради.

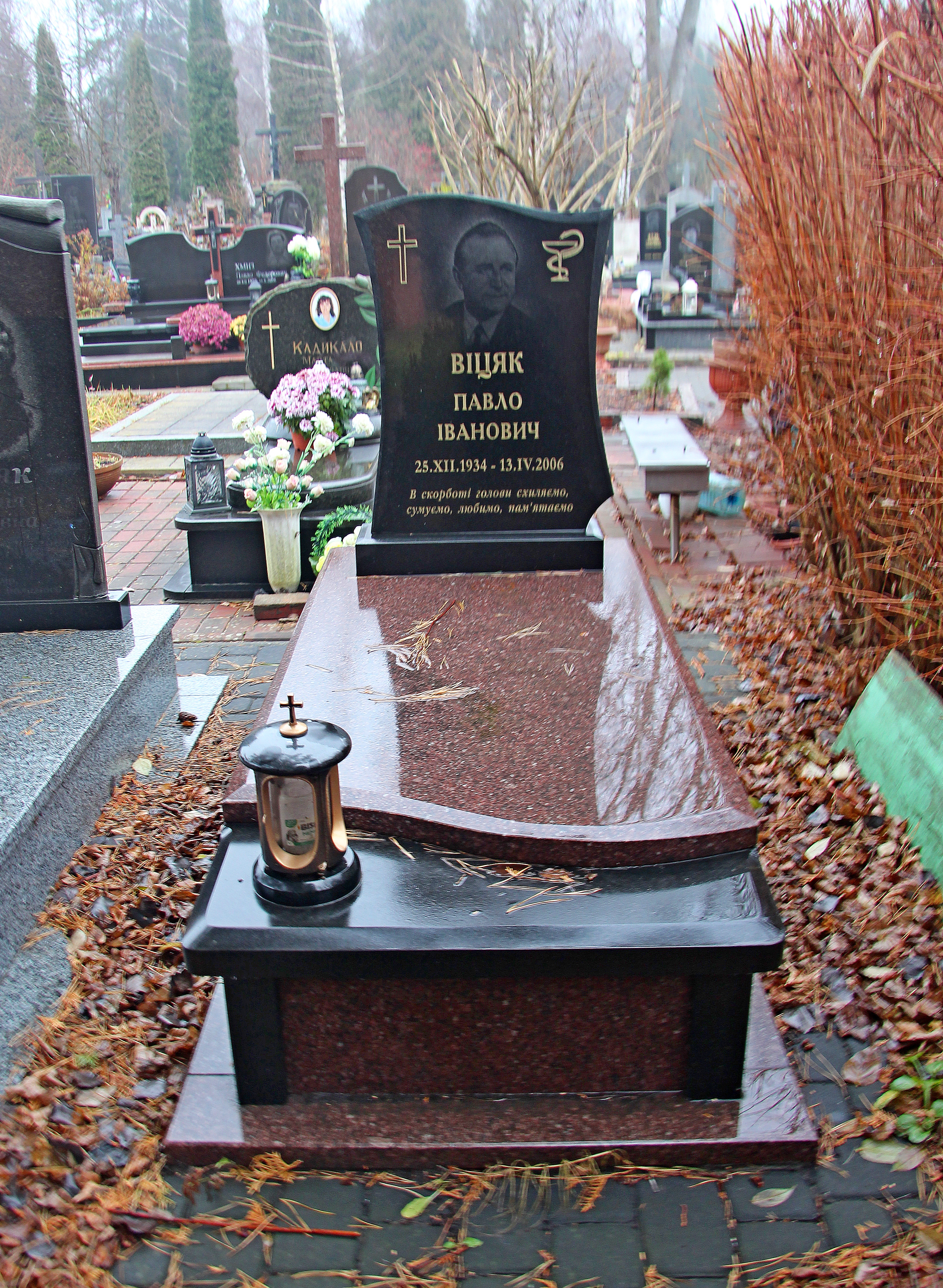
Могила Павла Віцяка, Голосківський цвинтар

З 1994 р. — начальник управління санаторної допомоги населенню Міністерства охорони здоров'я України.
Одружений, мав двоє дітей.
Помер на 72-му році життя 13 квітня 2006 року. Похований на Голосківському цвинтарі у Львові.

## Політична діяльність
Висунутий кандидатом у народні депутати трудовим колективом Камінь-Каширської центральної районної лікарні. 4 березня 1990 р. обраний Народним депутатом України, набравши у 1-му турі 52,49 % голосів, 2 претенденти (Волинська область, Камінь-Каширський виборчий округ № 45).
Входив до Народної Ради, фракції Конгресу національно-демократичних сил. Голова Комісії ВР України з питань здоров'я людини.
Кандидат у Народні депутати України Верховної Ради XIII скликання, висунутий виборцями, 1-й тур — 3,3 %, 8-ме місце з 18-ти претендентів.
Також на парламентських виборах 1994 року був кандидатом в народні депутати Верховної Ради України II скликання, обраний не був.

## Нагороди
Нагороджений орденом Трудового Червоного Прапора, медалями, присвоєно почесне звання «Заслужений лікар України».